# Fortaleza de Avranlo
La Fortaleza de Avranlo (en georgiano: ავრანლოს ციხე), es una estructura megalítica en el municipio de Tsalka, en la región centro-sur de Georgia de Kvemo Kartli. Fortificación ciclópea construida con técnica de albañilería seca, se encuentra a 0,5 km al noroeste del pueblo del mismo nombre, en la orilla izquierda del río Ktsia, a 1.640 m sobre el nivel del mar. Data del último cuarto del primer milenio a. C.
La fortaleza fue inscrita en la lista de los Monumentos culturales inamovibles de importancia nacional de Georgia en 2007.

## Descripción
Avranlo es un complejo megalítico organizado en tres niveles de terrazas con vistas al cañón del río. El nivel más bajo, en la base del monte, consiste en una pared semicircular de aproximadamente 80 metros de largo, que en algunos lugares tiene una altura de 3 metros. Hay una sola puerta, de 1,9 m de alto y 1,75 m de ancho, que está cubierta con un monolito de 2,2 m de largo y 1,8 m de ancho. Grandes piedras están esparcidas por todas partes. Entre esta muralla y el monte hay una pequeña iglesia cristiana medieval y varias cuevas cercanas, conocidas colectivamente como el monasterio de Abibos.
El segundo y tercer nivel son auténticas estructuras «ciclópeas», caracterizadas por grandes rocas, mampostería de piedra seca y un modo inusual de disposición. El tercer nivel, el más alto, corona la montura. Tiene planta rectangular, 25 m de longitud y 18 m de anchura. Los muros tienen un grosor de 3-4 m. La estructura está muy dañada y muchas partes de ella han sido destruidas. Las excavaciones arqueológicas en los campos adyacentes, al norte de la fortaleza megalítica, se dieron lugar, en 2006, a un asentamiento de tipo cultural Kurá-Araxes y a una necrópolis que data del siglo XII-XI a. C.